# Josef Bayer (anthropologue)
 (octobre 2018).
Si vous disposez d'ouvrages ou d'articles de référence ou si vous connaissez des sites web de qualité traitant du thème abordé ici, merci de compléter l'article en donnant les références utiles à sa vérifiabilité et en les liant à la section « Notes et références ».
Pour les articles homonymes, voir Josef Bayer et Bayer.
Josef Bayer (né le 10 juillet 1882 à Hollabrunn et mort le 23 juillet 1931 à Vienne) est un anthropologue autrichien.